# Dražůvka
Die Dražůvka (deutsch Draschkerbach) ist ein linker Zufluss der Oskava in Tschechien.

## Geographie
Die Dražůvka entspringt im Niederen Gesenke südwestlich des Dorfes Tvrdkov am Mirotínský vrch (Meroteiner Berg, 632 m) in 560 m ü. M. Sie fließt zunächst mit südlicher Richtung durch Mirotínek. In Břevenec tritt die Dražůvka in die mährische Ebene ein. Entlang ihres Unterlaufes erstreckt sich das langgezogene Dorf Šumvald. Unterhalb dessen mündet die Dražůvka nach 9,4 km in 255 m ü. M. in die Oskava. Das Einzugsgebiet des Flusses beträgt 21,4 km². An der Mündung hat sie einen durchschnittlichen Wasserdurchfluss von 0,18 m³/s.

## Zuflüsse
- Rakovec (l), bei Ruda
- Jelení potok (l), unterhalb von Břevenec
- Olešnice (r), in Šumvald